# Tiptchak
 (mai 2022).
La mise en forme du texte ne suit pas les recommandations de Wikipédia : il faut le « wikifier ».
Les points d'amélioration suivants sont les cas les plus fréquents. Le détail des points à revoir est peut-être précisé sur la page de discussion.
- Les titres sont pré-formatés par le logiciel. Ils ne sont ni en capitales, ni en gras.
- Le texte ne doit pas être écrit en capitales (les noms de famille non plus), ni en gras, ni en italique, ni en « petit »…
- Le gras n'est utilisé que pour surligner le titre de l'article dans l'introduction, une seule fois.
- L'italique est rarement utilisé : mots en langue étrangère, titres d'œuvres, noms de bateaux, etc.
- Les citations ne sont pas en italique mais en corps de texte normal. Elles sont entourées par des guillemets français : « et ».
- Les listes à puces sont à éviter, des paragraphes rédigés étant largement préférés. Les tableaux sont à réserver à la présentation de données structurées (résultats, etc.).
- Les appels de note de bas de page (petits chiffres en exposant, introduits par l'outil «  Source ») sont à placer entre la fin de phrase et le point final[comme ça].
- Les liens internes (vers d'autres articles de Wikipédia) sont à choisir avec parcimonie. Créez des liens vers des articles approfondissant le sujet. Les termes génériques sans rapport avec le sujet sont à éviter, ainsi que les répétitions de liens vers un même terme.
- Les liens externes sont à placer uniquement dans une section « Liens externes », à la fin de l'article. Ces liens sont à choisir avec parcimonie suivant les règles définies. Si un lien sert de source à l'article, son insertion dans le texte est à faire par les notes de bas de page.
- La présentation des références doit suivre les conventions bibliographiques. Il est recommandé d'utiliser les modèles {{Ouvrage}}, {{Chapitre}}, {{Article}}, {{Lien web}} et/ou {{Bibliographie}}. Le mode d'édition visuel peut mettre en forme automatiquement les références.
- Insérer une infobox (cadre d'informations à droite) n'est pas obligatoire pour parachever la mise en page.

Pour une aide détaillée, merci de consulter Aide:Wikification.
Si vous pensez que ces points ont été résolus, vous pouvez retirer ce bandeau et améliorer la mise en forme d'un autre article.
1K133 Tiptchak est un drone de reconnaissance tactique russe,. Conçu pour la reconnaissance  et la photographie aériennes de la zone à une distance maximale de 40 km du point de contrôle au sol.

## Description
Le développeur est KB "Loutch" de Rybinsk, qui fait partie de JSC Concern Vega.[pas clair]

## Histoire
Le 1er novembre 2007, le complexe Tiptchak a passé les tests d'État, le 1er janvier 2008, Tiptchak a été inclus dans l'ordre de défense de l'État, et des fonds ont été alloués pour la production en série de 10 complexes dans la configuration standard et la production supplémentaire de plusieurs dizaines d'avions télépilotés BLA-05 (9M62). Le lancement du drone se fait grâce à une catapulte pneumatique, son endurance est de 4h et sa vitesse maximale de 200 km/h,.
Le 4 septembre 2008, le directeur général de l'entreprise Vega, Vladimir Verba, a annoncé que l'entreprise commençait à fournir les complexes Tiptchak aux forces armées de la fédération de Russie et que les premiers complexes iraient aux troupes avant la fin de 2008. En 2008, un complexe Tiptchak a été livré avec six BLA-05 et un ensemble complet d'équipements au sol ; au 30 janvier 2009, le nombre total de drones Tiptchak construits était de 20 exemplaires (y compris les prototypes). Cependant, comme à cette époque un prototype du BLA-07 avec des caractéristiques améliorées avait déjà été développé, la question de l'utilisation des dispositifs BLA-07 dans les complexes de Tiptchak a été soulevée,.
De plus lors de la Deuxième guerre d'Ossétie du Sud l'efficacité de ce drone a été fortement remise en question. En effet, le drone produit un son assez fort et distinctif qui permet aux ennemis de le repérer avant son arrivée sur la zone cible. Son plafond opérationnel est assez bas, seulement 3 000 m ce qui le rend vulnérable à la plupart des armements antiaériens. De plus, la résolution de sa caméra était très basse et ne permettait pas d'effectuer des reconnaissances efficaces. L'armée russe a également rapporté des problèmes avec l'IFF,.

## Développement
Les développements ultérieurs sont les BLA-07 et BLA-08

## Opérateur
- Russie  - une vingtaine de drones livrés, y compris les prototypes.